# Pico Frentes
El pico Frentes o pico de Frentes es una montaña perteneciente a Fuentetoba, localidad de la provincia castellana de Soria. Se sitúa a unos 8 kilómetros aproximadamente de Soria ciudad y tiene una altura de unos 1380 m s. n. m.

## Geología
El pico Frentes (1375 m s. n. m.) es una destacada montaña a tan solo unos pocos kilómetros del centro urbano de Soria (1074 m s. n. m.). Bajo su picuda cumbre tiene su nacimiento el río Golmayo que surge de las entrañas de la sierra y La Toba, una bella cascada en las inmediaciones de Fuentetoba (1095 m s. n. m.). Sirve de marco al monte Valonsadero que con más de 3000 hectáreas de extensión, regalo del rey Alfonso VIII a la ciudad de Soria, constituyen el lugar de esparcimiento favorito de los sorianos. 
La sierra en la que se sitúa se llama Sierra de La Llana o sierra de Frentes. Su máxima altura se alcanza sobre Cidones en el Alto de la Risca (1423 m s. n. m.). La prolongación de esta sierra hacia el oeste por encima de Abejar y Cabrejas del Pinar suele denominarse Sierra de Cabrejas. Sus paredes rocosas de Fuentetoba sirven de escuela de escalada.
Un vecino de Fuentetoba ha proporcionado grandes ayudas científicas como minerales, fósiles, etc. que han permitido recientemente descubrir cuevas subterráneas (acuáticas) en las entrañas de la montaña.

## Hidrografía
En esta montaña nace el río Golmayo y la Cascada de la Toba.

## Curiosidades
El poeta soriano Virgilio Soria Montenegro le dedicó el siguiente poema:

Pico de Frentes.

Altivo Pico de Frentes;

macizo barco roquero,

embarrancado en el mar

verde de Valonsadero.

Si yo fuera capitán

en tu castillo de mando,

pronto levara tus anclas

para seguir navegando.

Navegando rumbo al cielo

por el mar de las espigas

sobre los trigos dorados

de los mares de Castilla.

Hermoso Pico de Frentes,

varado en un verde mar;

deja que suba a tu puente

para hacerte navegar.

- Datos: Q6075070
- Multimedia: Pico Frentes / Q6075070